# بني البنية (عبس)

تعديل مصدري - تعديل

بني البنية هي إحدى قرى عزلة مطولة بمديرية عبس التابعة لمحافظة حجة، بلغ تعداد سكانها 1041 نسمة حسب تعداد اليمن لعام 2004.